# 杭州地铁13号线
杭州地铁13号线是杭州地铁规划中的一条地铁线路，起自杭州市余杭区余杭街道，终于西湖区三墩镇，是服务杭州城西科创大走廊的区域性线路。

## 历史
2021年7月，杭州地铁集团发布《杭州市城市轨道交通第四期建设规划环评公众意见征询》，其中包括本线的溪塔站至宋家湾路站区间13座车站，长度约16公里。